# Чёрная стража (ландскнехты)
Чёрная стража (нем. Schwarze Garde) или Чёрный отряд — отряд наёмников XVI в., в основном состоявший из ландскнехтов.

## Появление
Чёрная стража была создана как Чёрная гвардия в 1514 году в ходе саксонской вражды герцогом Саксонии Георгом Бородатым для борьбы с графом Восточной Фризии Эдцардом I.
Неясно, был ли этот отряд недавно основан или являлся продолжением созданной в 1488 году Великой (нем. Große Garde) или Чёрной гвардии, служившей императору Священной Римской империи Максимилиана I во Фландрии, которые сражались в Северной Германии и Дании (битва при Хеммингштедте). Возможно, что по крайней мере некоторые фенлейны Чёрной гвардии пережили эти четырнадцать лет и были частью, если не ядром нового отряда.
Различие между обоими контингентами теряется, и большинство источников называют всех участвовавших в битве при Мариньяно французских ландскнехтов «Черной полосой» или «Черным легионом».

## Организация
Первоначально ландскнехтов в армии Франциска I в 1515 г. было 17 тыс. человек, в том числе 12 тыс. пикинёров, 2 тыс. аркебузиров, 2 тыс. двуручных фехтовальщиков и 1 тыс. алебардистов. Они были организованы в роты или фенлейны (нем. Fähnlein) численностью до 500 человек, причем фактическая численность часто была ниже номинальной.
Капитаном Чёрного отряда в 1525 году был Георг Лангенмантель, но он также находился под командованием французских офицеров, например, в Павии, когда его номинально возглавляли Франсуа Лотарингский и Ришар де ла Поль. Ко времени той битвы численность подразделения оценивалась в 4 (Констам) — 5 тыс. человек (Дельбюрюк)

## Кампании
В 1514 году отряд вёл боевые действия в Восточной Фрисландии и при этом опустошил большую её часть. Когда Георг Саксонский в 1515 году при посредничестве герцога Гельдерского Карла II и Франциска I прекратил боевые действия, Карл Гельдернский нанял их и привел на помощь Франциску в Италию, где они поступили на французскую службу. Там они присоединились к контингенту из 12 тыс. ландскнехтов на французской службе, первоначально призванному для запланированного вторжения в Англию под предводительством претендента на английский трон Ричарда де ла Поля, которое было прервано после подписания англо-французского мирного договора в 1514 году. Многие из этих ландскнехтов были первоначально отправлены Максимилианом «взаймы» французам между 1512 и 1513 годами для службы в Италии, особенно отметившись в Брешии и Равенне и отказавшись инициированному им отзыву для поступления на имперскую службу. Некоторые члены Чёрной стражи решили не поступать на французскую службу и прислушались к призыву императора.
Чёрный отряд двинулся в Италию в 1515 году во главе с Аше фон Краммом. Участвовал в битве при Мариньяно на стороне французов, где, защищая ров и поддерживая артиллерию, отступили от швейцарцев, но не сломали строй. В конце концов атака французских жандармов во фланг швейцарцев решила исход битвы.
Десять лет спустя они все ещё находились на французской службе и выступали в качестве передовой французской пехоты в битве при Павии под предводительством Франсуа Лотарингского и Ричарда де ла Поля. В этой битве они столкнулись с имевшими численное превосходство 12 тыс. имперскими ландскнехтами во главе с Георгом фон Фрундсбергом и Марксом Ситтихом фон Эмсом. Перед битвой обрист отряда Георг Лангенмантель вышел и попытался вызвать главарей противника на единоборство, но в ответ был убит имперцами. Атакованный с обеих флангов Чёрный Отряд был уничтожен почти до последнего солдата, прекратив свое существование.
Был восстановлен и в размере 4 тыс. человек под командованием виконта Лотрека Оде де Фуа в походе на Неаполь, который провалился из-за измены Андреа Дориа и вспышки чумы. После уничтожения этой армии в августе 1528 года в живых осталось около 2 тыс. человек, многие из которых нашли службу в имперских ландскнехтах.